# Michael Collins
Michael John "Mick" Collins (em irlandês: Mícheál Seán Ó Coileáin, Cloich na Coillte, 16 de Outubro de 1890 — Béal na mBláth, 22 de Agosto de 1922) foi um líder revolucionário, militar e político irlandês, que agiu como Ministro das Finanças da República Irlandesa, Diretor dos Serviços Secretos do Exército Republicano Irlandês (IRA) e membro da delegação irlandesa que negociou o Tratado Anglo-Irlandês, tendo sido também Presidente do Governo Provisório da Irlanda do Sul e Comandante-Chefe do Exército Nacional. Foi uma das figuras centrais da luta irlandesa por independência no começo do século XX. Foi assassinado em 22 de agosto de 1922 durante a Guerra Civil Irlandesa.
Michael Collins é venerado por muitos dos partidos políticos irlandeses, mas são os membros e partidários do Fine Gael os que mantêm um particular respeito pela sua memória.

## Biografia
Michael John ("Mick") Collins nasceu em Sam's Cross, perto de Clonakilty, no Condado de Cork, em 1890. Várias biografias indicam a sua data de nascimento como 16 de Outubro de 1890 mas no seu epitáfio está assinalada como data do seu nascimento o dia 12 de outubro de 1890.
A sua família teve certos títulos nobres ("Senhores de Uí Chonaill"), perto de Limerick, mas como outros muitos irlandeses, foram desapossados deles e relegados ao status de simples camponeses. Contudo, a sua granja os enriqueceu e viveram mais comodamente do que a maioria dos granjeiros irlandeses de finais do século XIX. Durante esse relativo bem-estar, nasceu Michael Collins. A irmã mais velha de Michael (conhecida como Irmã Mary Celestine) era enfermeira  e trabalhou como mestra de escola em Londres.
O pai de Michael, que também se chamava Michael, chegou a ser membro da Irmandade Republicana Irlandesa quando era jovem, mas deixou-o por causa das suas obrigações na granja. O velho Michael Collins tinha 59 anos quando se casou com Marianne O'Brien, que na altura tinha 23. O casal teve oito filhos, incluído “Mick” Collins. Já avançado em idade, o pai morreu quando Michael era apenas um menino de seis anos.

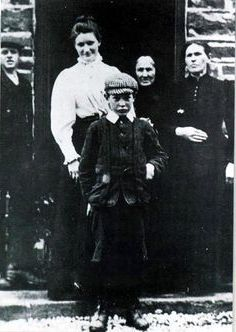
Michael, aos 8 anos de idade, com sua família

Desde criança, Michael Collins mostrou ser um menino brilhante e precoce, com um forte temperamento e apaixonado pelo nacionalismo, estimulado pelo ferreiro local, James Santry, e mais tarde na Escola Nacional de Lisavaird, pelo reitor Denis Lyons, um membro da Irmandade Republicana Irlandesa (uma organização da qual Collins seria líder no futuro). Collins era alto, desportista, algo que não diminuiu o seu desenvolvimento intelectual ou seus extraordinários instintos. Foi na adolescência que ele recebeu a alcunha de "the Big Fellow" ("o grande companheiro"), devido  a sua ambição e postura pretenciosa.
Depois de deixar a escola quando tinha quinze anos, Michael seguiu os passos de muitos irlandeses, especialmente da zona de Clonakilty e mudou-se a Londres onde trabalhou como carteiro desde o mês de Julho de 1906. Durante seus anos em Londres viveu com a sua irmã Johanna (“Hannie”). Em 1910, chegou a trabalhar como banqueiro, onde ganhou experiência na área financeira e chamou a atenção por sua inteligência e capacidade organizacional.
Filiou-se na Associação Atlética Gaélica local e, por meio desta, na Irmandade Republicana Irlandesa (IRB), uma organização secreta que defendia a independência de Irlanda. Sam Maguire, um protestante republicano de Dunmanway (Condado de Cork), introduziu o jovem Collins de dezenove anos no HRI, organização onde com a passagem do tempo desempenharia um papel fulcral.

### Revolta da Páscoa
Michael Collins começou a ser conhecido durante a Revolta de Páscoa de 1916. Era um competente organizador e era dotado duma inteligência notável, sendo muito respeitado no IRB. Tanto foi assim que foi nomeado conselheiro financeiro do conde Plunkett, pai dum dos organizadores do levantamento de 1916, Joseph Plunkett.
No momento da insurreição, Collins combateu junto de Patrick Pearse e dos seus homens no Posto de Correios de Dublin. A insurreição foi um desastre militar. Apesar de numerosos independentistas celebrarem o "sacrifício de sangue" e pensarem que a insurreição teve o mérito de existir e criar mártires, Collins criticou o amadorismo e a falta de organização e por eleger objectivos como o Posto de Correios, um prédio impossível de defender e de onde toda retirada era também impossível. Collins organizaria uma guerra de guerrilhas em que se podia atacar em qualquer parte, podendo-se retirar rapidamente e com um mínimo de baixas mas com um máximo de eficácia.
Como muitos dos insurgentes, Collins foi preso e enviado ao campo de internamento de Frongosh no País de Gales. No momento da libertação dos insurgentes, ele converte-se num dos líderes do Sinn Féin, um pequeno partido nacionalista (culpado injustamente pelos ingleses pela rebelião de Páscoa) o qual rapidamente ganha a adesão dos veteranos do levante de 1916. Desde outubro de 1917, Collins foi membro da executiva do partido e diretor da Organização dos Voluntários Irlandeses, enquanto Éamon de Valera servia como presidente dos dois movimentos.

### An Chéad Dáil

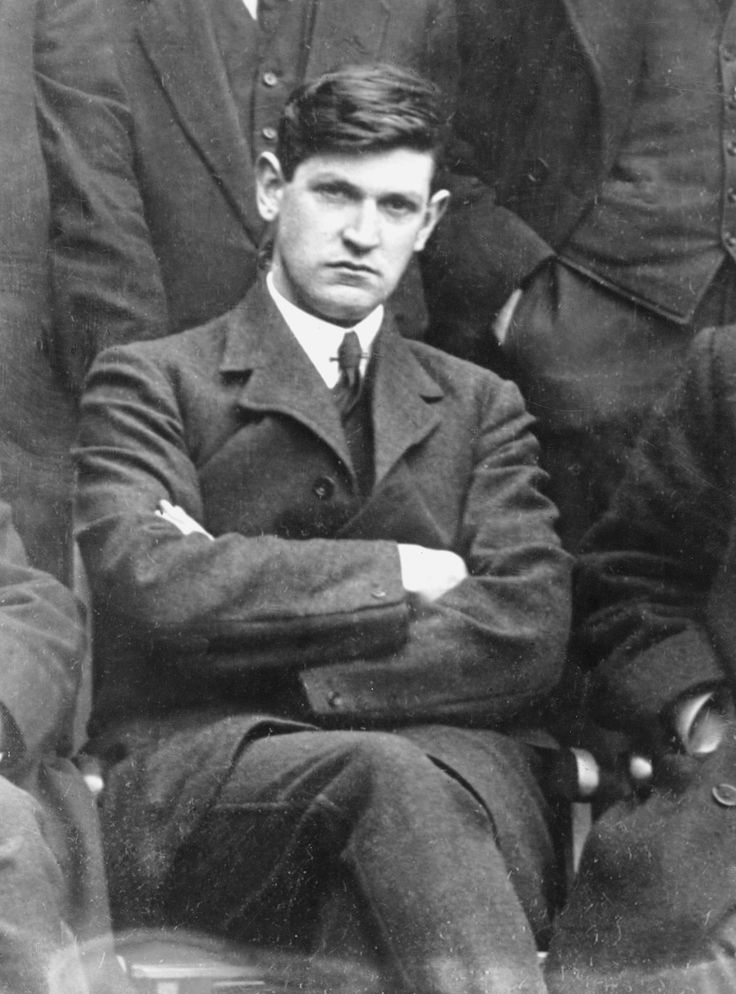
Collins, como membro da An Chéad Dáil.

Como todos os membros seniores da Sinn Féin nas Eleições Gerais de 1918, Collins foi eleito como parlamentar irlandês para a Câmara dos Comuns do Reino Unido, em Londres. Como era comum na Irlanda (com muitos assentos incontestados), Collins venceu a eleição para MP (Membro do Parlamento) pelo Condado de Cork na Sinn Féin. Contudo, ao contrário dos seus rivais no Partido Parlamentar Irlandês, os parlamentares do Sinn Féin anunciaram que não tomariam seus assentos em Westminster, mas os iriam assumir no Parlamento Irlandês em Dublin.
O novo parlamento, chamado Dáil Éireann (significando "Assembléia da Irlanda", a An Chéad Dáil) reuniu-se na Mansion House, em Dublin, em janeiro de 1919, apesar de De Valera e os parlamentares líderes da Sinn Féin terem sido presos. Collins, que fora avisado por sua rede de espiões, avisou seus colegas que as prisões aconteceriam. De Valera e os outros ignoraram os seus avisos, acreditando que as prisões serviriam para ajudá-los a chamar a atenção do povo. Na ausência de De Valera, Cathal Brugha foi eleito Príomh Aire ('Primeiro Ministro', cargo habitualmente traduzido como 'Presidente da Dáil Éireann'), substituindo De Valera, enquanto Collins ajudava este escapar da prisão Lincoln em abril de 1919.
Em 1919, Collins assumiu vários papéis. No verão ele foi eleito Presidente da IRB (e portanto, na doutrina da organização, de jure Presidente da República da Irlanda). Em setembro ele foi feito Diretor de Inteligência do Exército Republicano Irlandês (IRA), como os Voluntários passaram a ser conhecidos (a organização se auto-intitulava o Exército da República Irlandesa que foi decidido pelo Dáil Éireann, em janeiro de 1919). A Guerra de Independência da Irlanda começou de fato no primeiro dia que a An Chéad Dáil se reuniu oficialmente, em 21 de janeiro de 1919, quando um grupo de voluntários do IRA, agindo sem ordens e liderados por Seán Treacy, atacou um grupo de homens da Royal Irish Constabulary que estava levando sob escolta um lote de explosivos (gelignite) a uma pedreira em Soloheadbeg, Condado de Tipperary. Dois policiais foram mortos durante o confronto e esta emboscada é reconhecida como o primeiro ato de violência da guerra pela independência da Irlanda.

### Ministro das Finanças
Em 1919, o já atarefado Collins recebeu outra responsabilidade, quando de Valera o apontou como Aireacht (ministro) no Ministério das Finanças. Nas circunstâncias de uma brutal guerra pela independência, quando ministros estavam sendo presos ou mortos pela Royal Irish Constabulary, pelo Exército Britânico e pelos Black and Tans, a maioria dos ministérios existia apenas no papel ou como uma ou duas pessoas trabalhando numa casa fechada. Porém esse não era o caso com Collins, que estabeleceu um Ministério apropriado que conseguiu angariar fundos para a nova República Irlandesa. A República Russa, em meio a sua própria guerra civil, ordenou que Ludwig Martens, chefe do Bureau Soviético em Nova Iorque, conseguisse os chamados "empréstimos nacionais" para a República Irlandesa por meio de Harry Boland, oferecendo as jóias da Coroa Russa como garantia adicional do empréstimo.

### Guerra de Independência

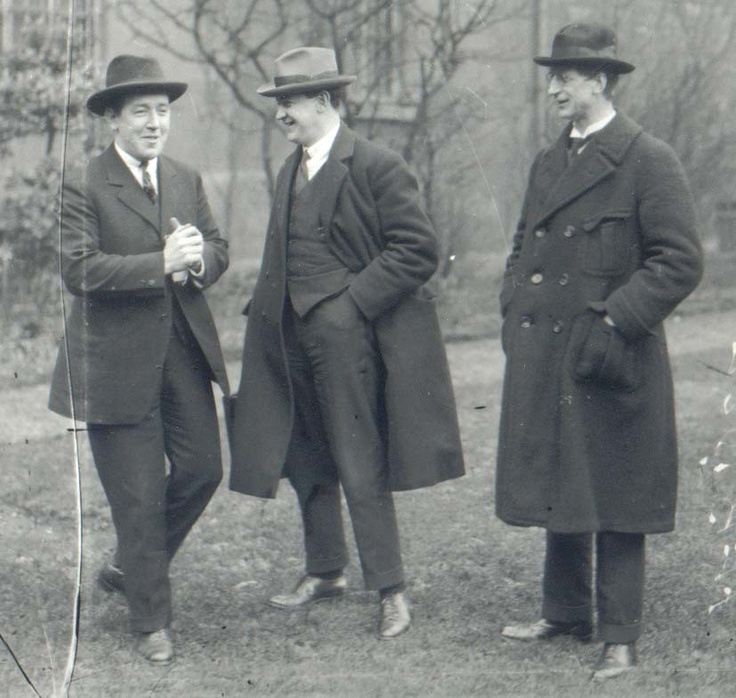
Harry Boland (esquerda), Michael Collins (no meio) e Éamon de Valera (direita) juntos

Quando a guerra de independência começou em janeiro de 1919, Collins assumiu diversas funções no movimento de resistência, organizando voluntários, angariando fundos e reunindo armamento. Collins criou uma unidade assassina chamada "O Esquadrão" (The Squad) que tinha o propósito de matar oficiais e agentes britânicos; ele arranjou mais dinheiro para o chamado "Empréstimo Nacional", ajudou a organizar o Exército Republicano Irlandês (IRA) e de fato governou o país enquanto de Valera viajou e permaneceu nos Estados Unidos por um longo período.
Collins e Richard Mulcahy foram os principais organizadores do IRA, na medida em que foi possível direcionar as ações das unidades de guerrilha que estavam espalhadas e fortemente localizadas. Collins é creditado também pela organização da guerrilha "coluna voadora" do IRA durante a Guerra de Independência, apesar de ele não ter organizado o grupo sozinho. Ele cumpriu função importante na criação e preparação das colunas voadoras, mas o principal organizador era Dick McKee, que seria morto pelos ingleses durante o Domingo Sangrento. Além disso, muitas atividades feitas pelo IRA foi realizado por iniciativa de líderes locais, usando táticas e estratégias criadas por Collins ou Mulcahy. Para ele, era necessário evitar combates em larga escala, como na Revolta de Páscoa. Michael Collins preferia ações de emboscada e guerrilha, utilizando de inteligência e atos organizados.

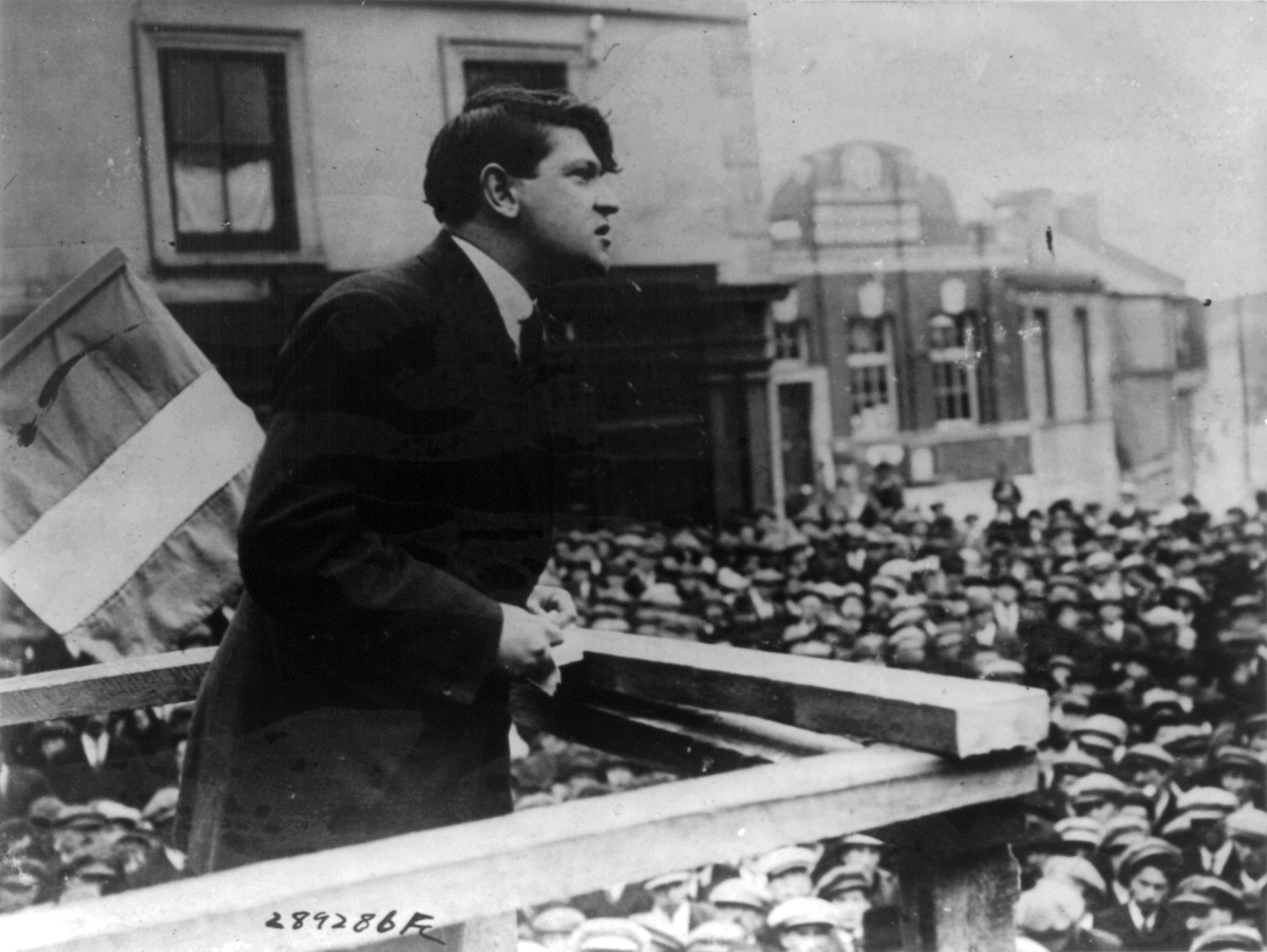
Michael Collins discursando na cidade de Cork

Em 1920, os Britânicos ofereceram uma recompensa de £10 000 (equivalente a GB£300 000 / €360 000 em 2010) por informações que levassem à captura ou à morte de Collins. Sua fama havia transcendido o IRA e ele foi apelidado de "The Big Fellow", ou em português "O Grande Companheiro". O escritor irlandês Frank O'Connor, que participou da Guerra Civil Irlandesa, deu um relato diferente do apelido. Ele falou que começou como uma brincadeira irônica, de até mesmo desprezo, fazendo referência aos esforços de Collins para ser levado a sério pelos outros, visto quase nos limites da autoimportância. Para evitar que alguém resolvesse reclamar a recompensa, Collins regularmente se juntava aos seus comandados se escondendo em locais de fuga como as pousadas Vaughan e An Stad.
Em julho de 1921, os Britânicos de repente ofereceram uma trégua. Collins depois diria que naquela época o IRA estava a semanas — ou até mesmo dias — de entrar em colapso por falta de munição e equipamentos. Enquanto eles desciam pela Rua Downing depois de assinar o Tratado Anglo-Irlandês, Collins disse ao Secretário-chefe para a Irlanda, o inglês Hamar Greenwood: "Vocês nos tinham no chão derrotados. Nós não teríamos durado mais do que três semanas. Quando nos falaram da oferta de trégua nós ficamos muito espantados. Nós pensamos que vocês tinham enlouquecido". Foram então tomadas medidas para uma conferência entre o Governo do Reino Unido e os líderes da ainda não reconhecida República Irlandesa.
Em agosto de 1921, de Valera chegou ao Dáil e se promoveu de primeiro-ministro para Presidente da República, que ostensivamente fê-lo equivalente ao Rei George V durante as negociações. Enquanto ainda estava na América, Dev começou a usar o título de "Presidente", enquanto viajava pelo país para angariar fundos para seu movimento, o que irritou alguns membros da Irmandade Republicana Irlandesa, cuja constituição e estatutos declararam seu próprio Presidente da República, Collins no caso. Eventualmente, contudo, como ele foi informado que o Rei não iria fazer parte das negociações, ele decidiu não o fazer também. Ao invés disso, com o consentimento relutante de seu gabinete, de Valera nomeou um grupo de delegados liderado por seu vice-presidente, Arthur Griffith, com Collins como segundo em comando para negociar com os ingleses. Apesar de ele achar que de Valera deveria cuidar das negociações, Collins concordou em ir para Londres.

### Tratado Anglo-Irlandês
A maioria dos delegados irlandeses encarregados de assinar o Tratado, incluindo Arthur Griffith (líder), Robert Barton e Eamonn Duggan (com Robert Erskine Childers como Secretário Geral da delegação) montou um quartel-general na Hans Place 22 em Knightsbridge em 11 de outubro de 1921 e residiram lá até a conclusão das negociações em dezembro. Collins se hospedou na Cadogan Gardens 15. Sua equipe incluía Liam Tobin, Ned Broy e Joe McGrath. Collins protestou contra a sua nomeação como enviado plenipotenciário, como ele não era um estadista e sua revelação para os Britânicos (ele mantinha suas aparições públicas ao mínimo) reduziria sua eficiência como um líder de guerrilha caso as hostilidades fossem retomadas.

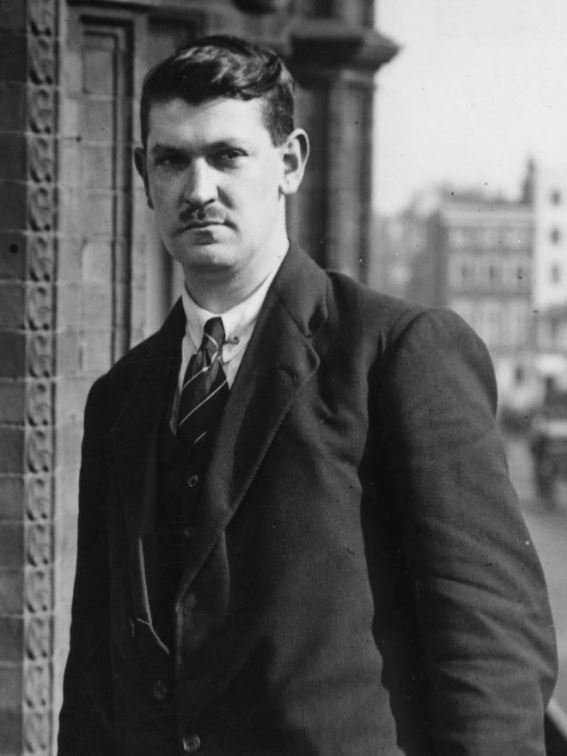
Michael em Londres durante as negociações do tratado, em 1921

As negociações culminaram na celebração do Tratado Anglo-Irlandês, oficialmente assinado em 6 de dezembro de 1921, que criou o chamado "Estado Livre Irlandês" (em irlandês: Saorstát Éireann ou em inglês: Irish Free State), que seria o primeiro passo para uma transição pacifica para a democracia e terminaria em efetivo com mais de 700 anos de ocupação inglesa da ilha. "Saorstat Eireann" era, de fato, o título usado pela República Irlandesa na proclamação do governo provisório em 1916.
O tratado permitiria a criação de um Estado livre que compreendia toda a ilha, sujeito à aprovação de uma região de seis condatos no Norte, que poderia ou não fazer parte do novo país. Se isso acontecesse, uma Comissão especial seria estabelecida para mapear a nova fronteira da Irlanda, esperando Collins reduzir o tamanho da porção da Irlanda do Norte para fazê-la economicamente inviável e assim manter a unidade territorial, já que grande parte dos unionistas estava concentrada numa área relativamente pequena a leste de Ulster. O Estado Livre Irlandês foi estabelecido em dezembro de 1922 com massivo apoio popular mas, como esperado, o Norte da Irlanda exerceu sua opção de continuar a fazer parte do Reino Unido.
O novo Estado era um Domínio, mesmo que independente ainda fazia parte temporariamente do Commonwealth (a Comunidade Britânica de Nações), com um sistema parlamentar bicameral, com a autoridade ainda investida na figura do Rei inglês,  mas o controle efetivo do país estava nas mãos do governo Irlandês, eleito pela casa baixa chamada Dáil Éireann (traduzido como "Câmara dos Deputados"). O Estado ainda teria um sistema judicial independente e um nível de independência interna que não excedeu o que Charles Stewart Parnell ou o subsequente Partido Parlamentar Irlandês procuravam.
Ainda que não fosse a República que originalmente queria criar, Collins concluiu que o Tratado oferecia à Irlanda a "liberdade para conquistar a liberdade." Mesmo assim, ele sabia que o Tratado, em especial a partição do território nele prevista, não seria bem recebido no país. Antes da assinatura do acordo, ele ressaltou: "Eu assinei a minha própria sentença de morte."
Os republicanos mais fanáticos viram o tratado com maus olhos, com a substituição da república por um domínio ainda ligado ao Império Britânico e os líderes do país ainda teriam que fazer um Juramento de Fidelidade (na terminologia deles) diretamente ao Rei. O texto de fato mencionava um voto de lealdade feito para o Estado Livre Irlandês, com um juramento de lealdade ao rei como parte do acordo, não ao rei unilateralmente.
A Sinn Féin se dividiu a respeito do tratado e a Dáil debateu o assunto cuidadosamente até que o plenário da Câmara aprovou o Tratado por 64 votos a 57. O Conselho Supremo da IRB (Irish Republican Brotherhood ou Irmandade Republicana Irlandesa), que havia sido informado de cada faceta das negociações do Tratado e que tinha aprovado muitas de suas nuâncias, votou, por unanimidade, em favor do Tratado, com a exceção de um dos comandantes do IRA, Liam Lynch. De Valera se juntou à facção antitratado, acirrando ainda mais as divisões da liderança do país.

### Governo Provisório

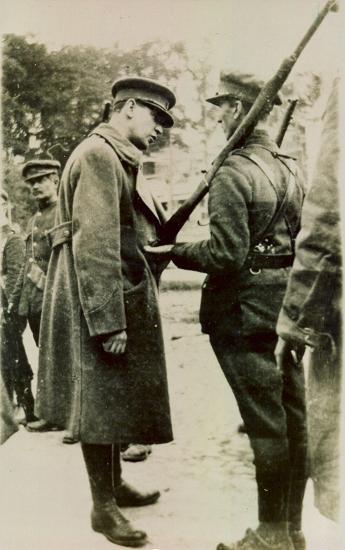
Collins inspecionando tropas do Estado Livre

O Tratado foi extremamente controverso na Irlanda. Primeiro, Éamon de Valera, Presidente da República Irlandesa até 9 de janeiro, ficou insatisfeito com o fato de Collins ter assinado o acordo sem a autorização dele ou de seu gabinete. Segundo, o conteúdo do Tratado foi muito questionado. De Valera e vários outros membros do movimento republicano questionaram os status da Irlanda como parte do domínio do Império Britânico e do simbolismo de ter que jurar lealdade a um rei inglês. Outro ponto controverso foi a retenção, por parte dos ingleses, segundo os termos do Tratado dos Portos, do "direito" ao uso da costa sul da Irlanda pela Marinha Real Britânica. Ambos os pontos ameaçavam dar aos ingleses controle sobre a política externa da Irlanda. Grande parte do Exército Republicano Irlandês se opôs ao Tratado, abrindo a possibilidade de uma guerra civil.
Sob a Constituição Dáil adotada em 1919, Dáil Éireann continuou a existir. De Valera renunciou à presidência e buscou a reeleição (com o objetivo de acabar com o recém-aprovado Tratado), mas Arthur Griffith o substituiu depois de ganhar o pleito por uma margem apertada em 9 de janeiro. Griffith se chamou "Presidente da Dáil Éireann" ao invés de "Presidente da República" como de Valera se autointitulava. Contudo, seu governo ou Aireacht, não tinha status legais segundo a lei constitucional britânica, então outro governo surgiu, nominalmente subordinado à Casa dos Comuns do Sul da Irlanda.
O novo Governo Provisório (Rialtas Sealadach na hÉireann) foi fundado por Collins, que se tornou o "Presidente do Governo Provisório" (i.e., primeiro-ministro). Ele também continuou como ministro das Finanças da administração do republicano Griffith. Um exemplo das complexidades envolvidas pode ser visto até mesmo como ele foi empossado:
- Na teoria legal Britânica, ele é o primeiro-ministro apontado pela Coroa, empossado sob Prerrogativa Real. Para ser empossado de fato, ele teve que formalmente se encontrar com o Lorde Tenente da Irlanda, Visconde de Fitzalan (o chefe do governo Britânico na Irlanda).
- De acordo com a nova república, Collins se encontrou com Fitzalan para aceitar a rendição do Castelo de Dublin, a casa do Governo Inglês na Irlanda. Depois da rendição, Fitzalan permaneceu no palácio como vice-rei até dezembro de 1922.
- De acordo com a teoria constitucional Britânica, ele se encontrou com Fitzalan para "beijar as mãos" (o nome formal para empossar um Ministro da Coroa), ao invés de uma reunião para assinatura de documentos. Ele agora estava oficialmente empossado.

Em sua biografia de Michael Collins, Tim Pat Coogan recordou o fato, quando o Lorde Tenente Fitzalan salientou o fato de Collins ter chegado a Cerimônia de 16 de janeiro de 1922 sete minutos atrasado. Collins teria respondido ao Lorde: "Nós ficamos esperando por 700 anos, você pode ficar com estes 7 minutos extras". A mesma coisa aconteceu quando Richard Mulcahy assumiu o Beggars Bush e pode ter sido apócrifo.
A partição do país em dois formando o Estado Livre Irlandês e a Irlanda do Norte não foi tão controversa. Uma das principais razões para isso foi que Collins planejava secretamente lançar uma campanha de guerrilha contra o Norte. De fato, nos primeiros meses de 1922, ele enviou algumas unidades do IRA para a fronteira e até mandou armas para os membros da guerrilha local no norte do país. Em maio–junho de 1922, ele e o chefe do IRA, Liam Lynch, organizaram uma ofensiva mandando tropas contra e a favor do tratado ao longo da nova fronteira. Armas britânicas enviadas para ajudar o governo provisório de Collins foram ao invés disso trocadas por armas das unidades do IRA, que foram enviadas ao norte.
Essa ofensiva foi oficialmente cancelada sob pressão dos Britânicos em 3 de junho e Collins emitiu uma declaração dizendo que "nenhuma tropa dos 26 condados, seja a favor ou contra o tratado, ou ligadas a Executiva do IRA anti-tratado receberam permissão para invadir qualquer um dos seis condados do norte." Contudo, ataques em pequenas escalas feitas por homens do IRA continuaram a acontecer na região de fronteira. Essas atividades foram encerradas quando a guerra civil eclodiu em larga escala no sul mas se Collins tivesse vivido, é provável que ele tivesse lançado uma ofensiva em larga escala em forma de uma guerrilha contra o Norte da Irlanda. Por causa disso, a maior parte das tropas do IRA no norte apoiou Collins e 524 homens foram para o sul lutar pelo novo Exército Nacional durante a guerra civil. Ao fim da guerra, Aiken já era o comandante do IRA.
Nos meses que antecederam a guerra civil em junho de 1922, Collins tentou desesperadamente curar o racha no movimento nacionalista e evitar o conflito. De Valera, tendo se oposto ao Tratado na Dáil, se retirou da assembleia com seus apoiadores. Collins assegurou um compromisso, onde as duas facções da Sinn Féin, contra e a favor do Tratado, lutariam nas primeiras eleições do novo Estado Livre juntos e formariam depois um governo de coalizão.
Collins propôs que o futuro Estado Livre tivesse uma constituição republicana, sem mencionar o rei britânico, sem repudiar o Tratado, um compromisso aceitável para todos menos para os intransigentes republicanos. Para promover a unidade militar, ele estabeleceu um "comitê de reunificação do Exército" com delegados das duas facções contrárias e a favor do Tratado. Ele também fez uso da Irmandade Republicana Irlandesa, da qual ele era presidente, para convencer oficiais do IRA a aceitar o tratado. Contudo, os britânicos vetaram o projeto de uma constituição republicana sob a ameaça de bloqueio econômico da ilha, argumentando que tinham assinado e ratificado o Tratado de boa-fé e seus termos não poderiam ser mudados tão rapidamente. A essa altura, a maioria das forças britânicas já tinha se retirado do Estado Livre,  mas numerosas guarnições lá permaneciam. Collins não conseguiu se reconciliar com o lado antitratado, cuja Executiva do Exército tinha decidido em março de 1922 que não se subordinaria a Dáil.

### Guerra civil

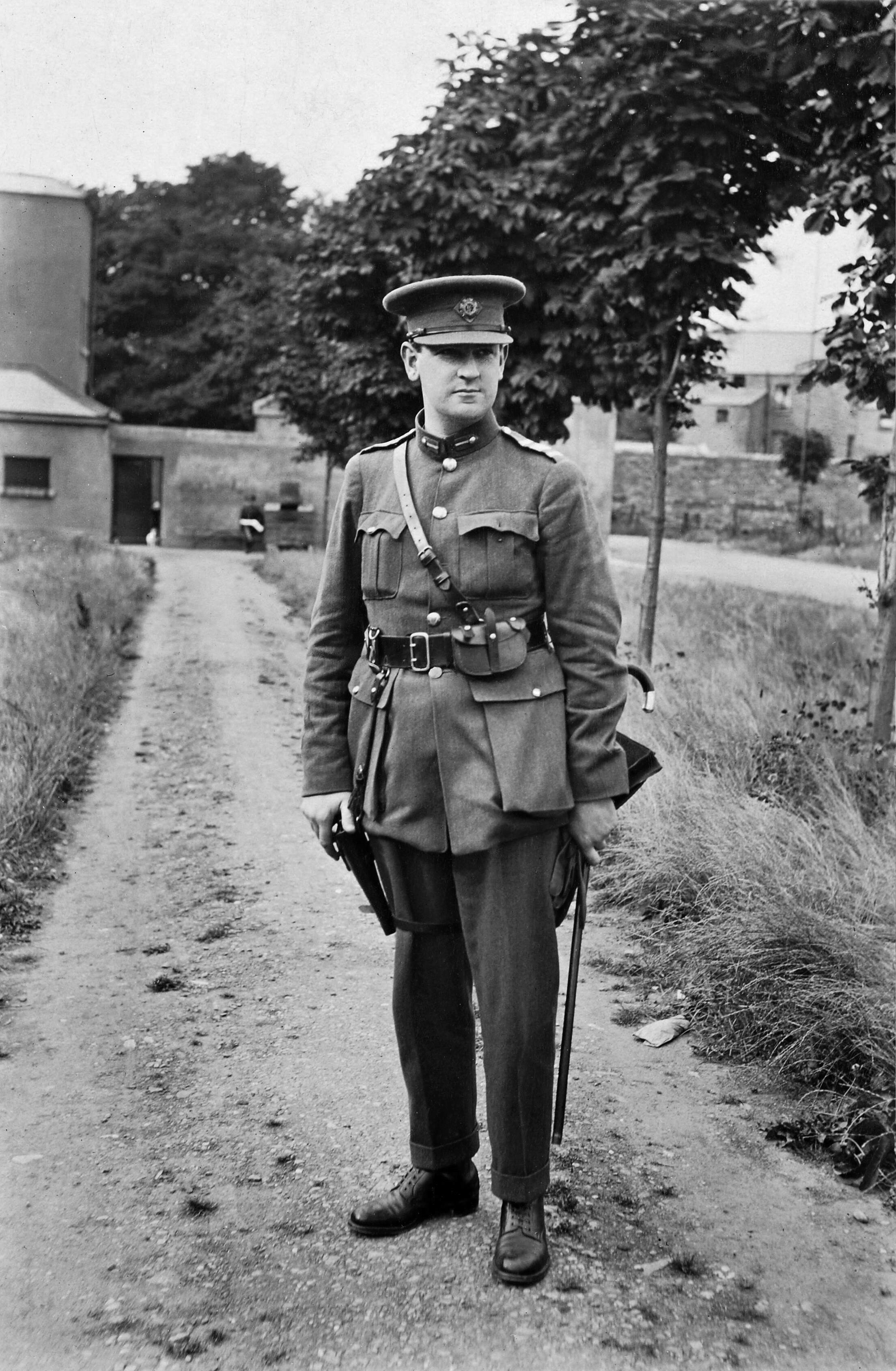
Micahel Collins, com uniforme militar, na investidura de comandante em chefe do exército irlandês

Em 14 de abril de 1922, um grupo de 200 homens do IRA, contrário ao Tratado, ocupou o Four Courts, em Dublin, desafiando o Governo Provisório. Collins, tentando evitar a guerra civil, não atacou até junho de 1922, quando os britânicos começaram a pressioná-lo também. Em 22 de junho de 1922, Sir Henry Wilson, marechal de campo aposentado do Exército britânico, agora servindo como conselheiro militar da Administração Craig, foi morto por dois membros do IRA em Belgravia, Londres. Nessa ocasião, presumiu-se que a facção antiTratado do IRA cometera o atentado. Winston Churchill disse a Collins que, se ele não atacasse a guarnição em Four Courts, ele (Churchill) mobilizaria tropas inglesas com esse fim.
Desde então, foi alegado que Collins teria ordenado a morte de Wilson em represália por ele não ter evitado os ataques contra católicos romanos na Irlanda do Norte. Joe Dolan — um membro do "Esquadrão" de Collins durante a Guerra de Independência e um Capitão do Exército Nacional em 1922 — disse isso em 1950, juntamente com a declaração que Collins teria ordenado a ele que resgatasse dois atiradores antes que eles fossem executados. Em todo caso, isso forçou Collins a agir contra os homens em Four Courts e a última provocação veio quando eles sequestraram J.J. "Ginger" O'Connell, um general do governo provisório. Depois de uma última tentativa de fazer os rebeldes retrocederem, Collins pegou emprestado 18 canhões do Exército inglês e bombardeou o prédio da Four Courts até que a guarnição dentro dele se rendesse.
Isso levou a deflagração da Guerra Civil Irlandesa, com combates irrompendo por toda a Dublin, opondo os rebeldes antiTratado do IRA às tropas do Governo Provisório. Sob a supervisão de Collins, o Estado Livre rapidamente reassumiu o controle da capital. Em julho de 1922, forças antiTratado tomaram a província sulista de Munster e várias outras áreas do país. De Valera e vários outros parlamentares de oposição se juntaram à facção antiTratado do IRA. Em meados de 1922, Collins deixou de lado suas responsabilidades como Presidente do Governo Provisório para assumir o papel de Comandante-chefe do Exército Nacional, um cargo formal que o fez usar um uniforme militar de general, para assim comandar as tropas pró-Tratado do IRA. O Exército do Estado Livre Irlandês era armado e financiado pelos britânicos, e passou a ser integrado por veteranos irlandeses do Exército inglês (é presumido que um grande número deles serviu com os "Voluntários Nacionais" de John Redmond após a divisão dos "Voluntários Irlandeses") e também homens não associados aos movimentos de Voluntários que foram lutar na guerra civil.
Collins, junto com Richard Mulcahy e Eoin O'Duffy, decidiu lançar uma série de desembarques marítimos em áreas controladas pelos republicanos e retomar Munster e a zona oeste da ilha entre junho e agosto de 1922. Como parte desta ofensiva, Collins viajou para sua cidade natal de Cork, contra o conselho de seus ajudantes, apesar de estar sofrendo de dor de estômago e depressão. Collins teria dito para seus camaradas: "Eles não me matariam em meu próprio condado". Tem sido questionado o porquê de Collins ter se exposto a tamanho risco, visitando o Sul do país, enquanto esta área ainda estava sob controle das forças inimigas. Segundo o historiador Michael Hopkinson, 'prova oral abundante' sugere que Collins queria se encontrar com líderes republicanos para tentar trazer um fim pacífico à guerra. Na cidade de Cork, ele se encontrou com membros neutros do IRA, como Seán O'Hegarty e Florrie O'Donoghue, com o objetivo de contactar os líderes do movimento antiTratado, Tom Barry e Tom Hales, e negociar uma trégua. Hopkinson afirma que embora Éamon de Valera estivesse em Cork na época, "não há evidências que provem que de Valera e Collins planejavam se encontrar para negociar".
O diário pessoal de Collins esboçava os seus planos para a paz. Os republicanos, segundo ele, deveriam "aceitar o Veredicto do Povo" sobre o Tratado e poderiam "ir para casa sem suas armas. Nós não pedimos que eles desistam de seus princípios". Ele alegou que o Governo Provisório estava garantindo os "direitos do povo" e continuaria a fazê-lo. "Queremos evitar qualquer possível destruição e perda desnecessária de vidas. Nós não queremos mitigar suas fraquezas usando força militar além da necessária". Mas se os republicanos não aceitassem seus termos, ele avisou: "o sangue estaria nas mãos deles".

### Morte

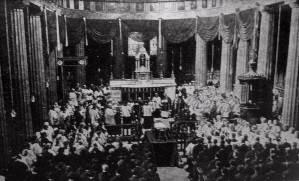
O Funeral de Estado de Michael Collins na Catedral de Dublin.

A última fotografia de Collins enquanto ele ainda estava vivo foi tirada enquanto ele estava a caminho de Bandon, Condado de Cork, na traseira de um veículo blindado. Ele estava do lado de fora do Hotel (agora Munster Arms) em 22 de agosto de 1922. A caminho de Bandon, no vilarejo de Béal na mBláth (do irlandês, "a Boca da Flor"), a coluna de Collins parou para pedir direções. Mas o homem que abordaram, Dinny Long, era um membro da facção local antiTratado do IRA.
Uma emboscada foi então preparada para o comboio quando este estivesse voltando para a cidade de Cork. Eles sabiam que Collins retornaria pela mesma rota, já que as outras duas estradas que de Bandon demandavam Cork tinham sido bloqueadas pelos Republicanos. Um grupo, liderado pelo rebelde Liam Deasy, dispersou para um pub às 20h, quando Collins e seus homens retornaram para Béal na mBlath, mas cinco homens do grupo de emboscada, que ainda estava no local, acabaram abrindo fogo contra o comboio de Collins precipitadamente. Os agressores colocaram uma mina no local, que poderia ter matado mais gente do grupo de Collins, mas ela foi desconectada antes do início do confronto.
Collins foi morto no tiroteio subsequente, que durou 20 minutos, das 20h até às 20h20min. Ele foi o único morto no confronto. Ele tinha ordenado ao seu comboio que parasse e revidasse, ao invés de escolher a opção mais segura de dirigir seu carro Touring ou se transferir para um dos veículos blindados, como seu companheiro Emmet Dalton queria. Ele foi morto com uma bala na cabeça enquanto trocava tiros com alguns dos rebeldes da emboscada. Sob a proteção de um blindado, o corpo de Collins foi carregado e levado de volta a Cork em um carro leve. Na época de sua morte, ele estava noivo de Kitty Kiernan.

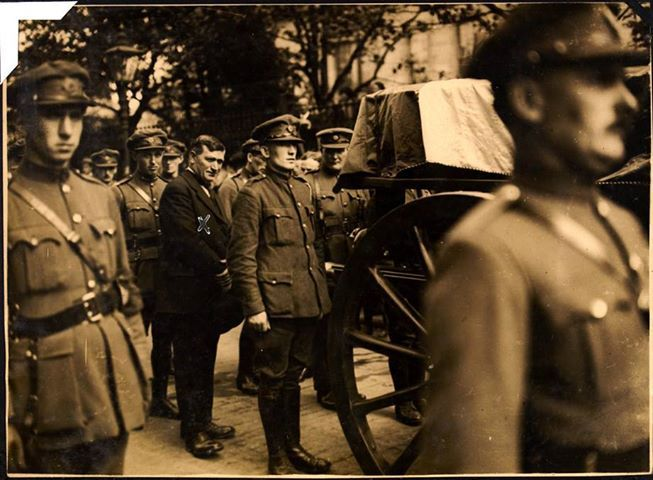
Seán Collins, de terno, atrás do caixão do irmão Michael, durante a sua procissão funerária

Não há consenso sobre quem disparou o tiro fatal. Investigações recentes creditam o disparo a Denis ("Sonny") O'Neill, um rebelde das forças antiTratado do IRA e um ex-membro do exército britânico que morreu em 1950. Essa tese é apoiada por pessoas que testemunharam e participaram da emboscada. O'Neill estava usando munição expansiva, que se desintegrou no impacto e deixou uma ferida aberta no crânio de Collins. O atirador se livrou das balas restantes para evitar que fosse encontrado e talvez sofrer represálias por parte das tropas do Estado Livre.
Os soldados de Collins levaram seu corpo de volta para Cork, de onde foi levado para Dublin de navio, pois acreditava-se que o corpo podia ser roubado numa nova emboscada, se fosse transportado por terra. Seu corpo foi velado no Prédio da prefeitura de Dublin onde centenas de pessoas foram até o caixão prestar seus últimos tributos. Seu funeral aconteceu na Pró Catedral de Dublin, na presença de vários dignitários estrangeiros e membros da elite irlandesa. Pelo menos 500 000 pessoas, ou seja, um quinto da população irlandesa, foram à capital dar o último adeus a seu grande capitão.
A morte de Collins provocou várias teorias de conspiração na Irlanda e a identidade e os motivos do assassino são motivo de debates até hoje. Alguns Republicanos afirmam que Collins foi morto por um "complô britânico". Os apoiadores do Tratado acusam de Valera de ter ordenado a morte de Collins. Já outros acreditam que ele foi morto por um de seus próprios soldados, Jock McPeak, que desertou para o lado Republicano com um carro blindado três meses depois do tiroteio. Contudo, o historiador Meda Ryan, que pesquisou exaustivamente o incidente, concluiu que as teorias de conspiração para o assassinato, em sua grande maioria, não têm fundamento. "Michael Collins foi morto por um republicano das forças anti-Tratado, que disse [na noite da emboscada], 'Eu matei um homem'". Liam Deasy, que comandou o grupo responsável pela emboscada, disse: "Todos nós sabemos que foi a bala de Sonny O'Neill que o matou."
Acredita-se que Eamon de Valera fez o seguinte comentário em 1966:

"Eu não me vejo me tornando patrono da Fundação Michael Collins. Eu acredito que a grandeza de Collins ficará gravada na plenitude do tempo da história e será gravado às minhas custas."

Contudo, existem dúvidas se de Valera fez de fato essa declaração polêmica.

## Na cultura popular

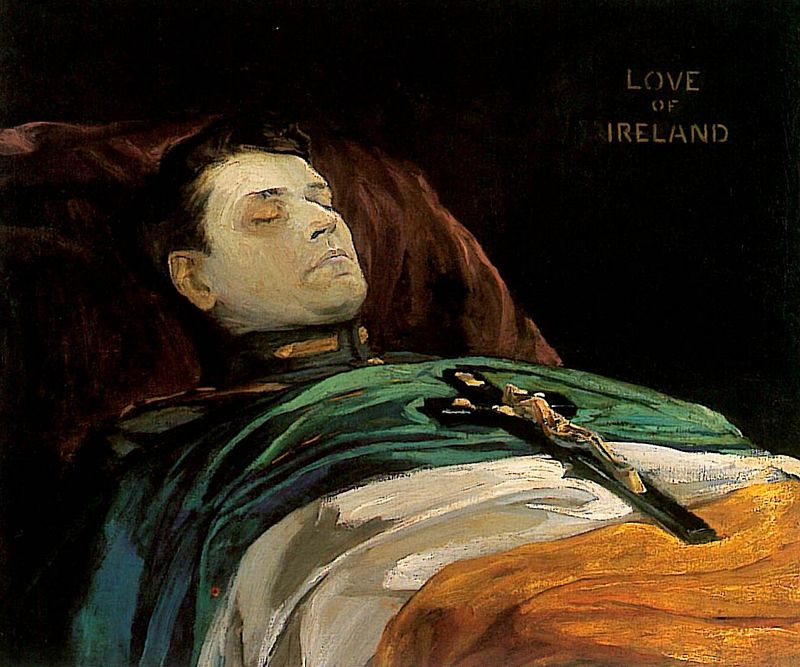
Love of Ireland, por John Lavery.

### No cinema
Em 1996, a vida de Michael Collins deu origem ao filme Michael Collins, dirigido por Neil Jordan, com Liam Neeson no papel de Michael Collins, Julia Roberts no da sua amada, Kitty Kiernan e Alan Rickman interpretando Eamon de Valera.

### Na música
Em 2004, o grupo irlandês de Celtic/Folk Metal, Cruachan, lança o álbum Pagan, cuja primeira faixa é intitulada Michael Collins.

## Leituras adicionais
- O'Connor, Frank (1937). The Big Fellow. [S.l.: s.n.] ISBN 0-312-18050-0
- Beaslai, Piaras. Life of Collins. [S.l.: s.n.]
- O'Connor, Batt. With Michael Collins. [S.l.: s.n.]
- Talbot, Hayden. Michael Collins' Own Story. [S.l.: s.n.]
- Taylor, Rex. Michael Collins. [S.l.: s.n.]
- Collins, Michael (1922). The Path to Freedom. [S.l.: s.n.]
- Coogan, Tim Pat. Michael Collins: The Man Who Made Ireland. [S.l.: s.n.]
- Hart, Peter. Mick: The Real Michael Collins. [S.l.: s.n.]